# Macrobrachium brevicarpum
Macrobrachium brevicarpum is een garnalensoort uit de familie van de Palaemonidae. De wetenschappelijke naam van de soort is voor het eerst geldig gepubliceerd in 1996 door Tan & Dong.